# Msoki
Le msoki ou msouki (hébreu : מסוקי) ou remou pour les Algériens, est un plat traditionnellement préparé par les Juifs originaires de Tunisie pour le séder de Pessa'h et pour les Algériens, le remou pour le septième jour de cette fête, mais ce plat peut être consommé pendant la fête ou à n'importe quel moment de l'année,.

## Préparation
Il s’agit d’un ragoût d’agneau et/ou de bœuf contenant plusieurs variétés de légumes (généralement de saison) et d'herbes fraîches, tels que céleri, navets, fenouil, épinards, carottes, fèves, poireaux, coriandre, aneth, persil, etc., soigneusement vérifiés[Quoi ?] et coupés en tout petits morceaux,.
Certaines familles ajoutent en fin de cuisson des morceaux de matza afin de pouvoir comparer le plat aux trois éléments essentiels de la nuit de Pessa'h : pessa'h, matza et maror (« agneau pascal, pain azyme et herbes amères »).
Comme les galettes azymes cuites en Tunisie étaient extrêmement dures et épaisses, les Juifs tunisiens les consommaient la matza trempée : il était de coutume de les plonger dans le fond du plat pendant sa cuisson afin de les ramollir.
Au msoki s'ajoute généralement un osbane (ou une osbana) qui parfume d'autant le plat durant sa cuisson.
À l'origine, le msoki était le plat des pauvres, qui était distribué dans la 'hara, et après dans toute la Tunisie, par le cheikh Youssef Nadjar, et c'est à cette famille juive des Nadjar, qui fut également le plus grand éditeur de livres hébraïques et en judéo-arabe de Tunisie, avec notamment l'édition d'Al-Nejma (L'Étoile) de Makhlouf Nadjar, que l'on devrait ce plat pour la pâque juive[réf. souhaitée].
Depuis 1982, la société CPK centrale des produits casher développe la recette ancestrale du msoki tunisien en industrialisant sa production sous la marque Mémé Hélène car la réalisation de ce plat à la maison, contenant plusieurs dizaines d'ingrédients, est assez longue.

## Gematria et exegese
La gematria du Msoki dans son écriture défective (sans le Vav) vaut 210 (מ : 40, ס : 60, ק : 100, י : 10). C'est également le nombre d'années passées en esclavage en Egypte, selon la tradition.

## Culture
La préparation du msoki se fait quelquefois en famille et à l'avance. Ce plat peut se conserver plusieurs jours au réfrigérateur.
Certains Tunisiens servent le msoki avec du riz parfumé et coloré au curcuma qui leur est autorisé durant Pessah.